# Distrito de Veintisiete de Noviembre

Provincia de Huaral en el Departamento de Lima

El Distrito de Veintisiete de Noviembre es uno de los doce distritos de la Provincia de provincia de Huaral, ubicada en el Departamento de Lima, bajo la administración del Gobierno Regional de Lima, en el norte de la capital de Perú.   
Dentro de la división eclesiástica de la Iglesia Católica del Perú, pertenece a la Diócesis de Huacho

## Historia
El distrito fue creado como integrante de la Provincia de Canta, mediante Ley N.º 12702 del {{c

## Capital
La capital del distrito es el poblado de Cárac que está ubicado a una altitud de 2511 metros sobre el nivel del mar.
Las calles de Cárac son empedradas lo mismo que sus veredas. Su iglesia fue construida en la época virreinal

## División administrativa

### Comunidades campesinas
- Cárac
- Coto

## Autoridades

### Municipales
- 2019 - 2022[2]
  - Alcalde: Bequer Villanueva Valerio, de Concertación para el Desarrollo Regional - Lima.
  - Regidores:

  1. Agustín Julián Muñoz Manuel (Concertación para el Desarrollo Regional - Lima)
  2. Carmen Madeleine Carrera Rojas (Concertación para el Desarrollo Regional - Lima)
  3. Virginia Margarita Espinoza Mansilla (Concertación para el Desarrollo Regional - Lima)
  4. Godofredo Jonathan Vargas Godiño (Concertación para el Desarrollo Regional - Lima)
  5. Precilio Muñoz Manuel (Fuerza Popular)

Alcaldes anteriores
- 2015 - 2018:[3] Marcelo Primitivo Castro Vilcachagua, Partido Solidaridad Nacional (SN).
- 2011 - 2014:[4][5] Edith Giovanna Félix Marcos, del Movimiento Concertación para el Desarrollo Regional.
- 2007 - 2010: Lilian Gladys Pascual Mattos.

### Policiales
- Comisaría de Huaral
  - Comisario: Cmdte. PNP. Oswaldo Freddy Echevarría López.[6]

## Educación

### Instituciones educativas
I.E San Martín de Porras 20436

## Festividades
- Fiesta de rodeo 18 de agosto

## Restos arqueológicos
- Curco
- Coloc.
- San Cristóbal (coto)